# Üç Kuruş
Üç Kuruş (Tres cèntims) és una sèrie de televisió de turca policíaca, d'acció i drama dirigida per Sinan Öztürk i escrita per Murat Uyurkulak i Damla Serim, produïda per Ay Yapım. Els papers principals els comparteixen Uraz Kaygılaroğlu, Ekin Koç i Diren Polatoğulları. El primer episodi es va emetre l'1 de novembre de 2021. Està rodada a Istanbul, amb una gran majoria d'escenes situades al barri de Çayırbaşı.

## Trama
La persecució entre el líder de la màfia Kartal (Uraz Kaygılaroğlu), "protector" de Çıngıraklı, i Efe (Ekin Koç), l'intrèpid comissari que persegueix el crim organitzat, es capgira amb un cas d'assassinat. Els camins que prenen per atrapar l'assassí els portaran a un nom que mai endevinaran.

## Repartiment i personatges

### Personatges principals
- Kartal Çaka (Uraz Kaygılaroğlu): Mafiós i protector de Çıngiraklı. Després d'una vida plena de discriminació a causa de la seva condició de romaní, no creu en les institucions ni l'autoritat.
- Efe Tekin (Ekin Koç): Comissari rebel i idealista. No està en bons termes amb el seu pare.
- İrfan Kahraman (Diren Polatoğulları): És un assassí en sèrie que treballa com a músic a la nit i és amic d'infància de Kartal.
- Bahar Yöndel Çaka (Nesrin Cavadzade): Filla de Nezih, un mafiós que vol casar-la per interès. Intenta desfer-se del seu pare i coopera amb Kartal.
- Leyla Çaka (Aslıhan Malbora): Germana de Kartal. Treballa de cambrera. Té estudis i és molt intel·ligent, però a causa de la discriminació racial no ha pogut sortir del barri.
- Neriman Çaka (Nursel Köse): Tia de Kartal i Leyla. És la matriarca de la família i qui els ha criat.
- Oktay Çaka (Civan Canova): Pare de Kartal. Gairebé no surt de la seva habitació.
- Nezih Yöndel (Zafer Algöz): Cap de la màfia i pare de Bahar.

## Cançons
| 1.  | "Yolcu - (Neşet Ertaş)"                                      |
| 2.  | "Ay İnanmıyorum - (Aşkın Nur Yengi)"                         |
| 3.  | "Metal On Metal (Dr. Skull)"                                 |
| 4.  | "Para Bizde (Salih Kaptan)"                                  |
| 5.  | "Fasulya (Tepecikli Barış Özbaylar)"                         |
| 6.  | "Tepecikli mi (Tepecikli Barış Özbaylar)"                    |
| 7.  | "Kudur (Mariye) - (Tepecikli Barış Özbaylar)"                |
| 8.  | "Gül Ali (Tepecikli Barış Özbaylar)"                         |
| 9.  | "Çalın Davulları"                                            |
| 10. | "Durmam Gayri Bu Diyarda (Yunus Taşkın)"                     |
| 11. | "Geze Geze Dert Oldu"                                        |
| 12. | "Drama Köprüsü"                                              |
| 13. | "Yalnız Ölü Balıklar Akıntıyı Takip Eder (Ali Güçlü Şimşek)" |
| 14. | "Sofu Baba (Mahzuni Şerif)"                                  |
| 15. | "Cemilem"                                                    |
| 16. | "Esmerim Biçim Biçim"                                        |
| 17. | "Kayinço (Burhan Öcal & The Trakya All Stars"                |
| 18. | "Serzenişte (Vega)"                                          |
| 19. | "Yaşamak İstiyorsan Live (Dr. Skull)"                        |
| 20. | "Her Şey Yolunda (Dr. Skull)"                                |
| 21. | "Mevlam Bir Çok Dert Vermiş (Emin ve grubu)"                 |
| 22. | "Al Fadimem - Islık (Zafer Algöz)"                           |
| 23. | "Yarım Hava Çalsana (Suzan Kardeş)"                          |
| 24. | "Şu Kanlı Zalimin Ettiği İşler (Diren Polatoğulları)"        |
| 25. | "Dostum Dostum (Diren Polatoğulları)"                        |
| 26. | "Aldırma Gönül"                                              |
| 27. | "Vay Canım Vay"                                              |
| 28. | "Beni Hor Görme (Aşık Veysel)"                               |
| 29. | "Gündüz Gece (Pentagram)"                                    |
| 30. | "Uzun İnce Bir Yoldayım (Aşık Veysel)"                       |
| 31. | "Serseri (Teoman)"                                           |
| 32. | "Yaşamak İstiyorum (Dr. Skull)"                              |
| 33. | "Kuşlu Gazel (Mazlum Çimen)"                                 |
| 34. | "Pınar Başında Bulanır"                                      |
| 35. | "Söyle (Ahmet Kaya)"                                         |
| 36. | "Başkan (Can Bonomo)"                                        |
| 37. | "Karaçalı (Burhan Öçal)"                                     |
| 38. | "Şakşuka (Tarık Mengüç)"                                     |
| 39. | "Yılan (Tarık Mengüç)"                                       |
| 40. | "Gül Ali (Tarık Mengüç)"                                     |
| 41. | "Vay Dünya (Aşık Mahsuni Şerif)"                             |
| 42. | "Klarnet Solo (Kirpi Bülent)"                                |
| 43. | "Way Home (Dr. Skull)"                                       |
| 44. | "Çadırımın Üstüne"                                           |
| 45. | "Kara Gözlü Çingenem"                                        |
| 46. | "Kaynana"                                                    |
| 47. | "Hepinize El Salladım (Adamlar)"                             |
| 48. | "İki Yol (Mavi Sakal)"                                       |
| 49. | "Ay İnanmıyorum (Aşkın Nur Yengi)"                           |
| 50. | "İki Keklik"                                                 |
| 51. | "Winter (Vivaldi)"                                           |

## Temporades
| Temporada | Temporada | data de llançament original | data de llançament original | data de llançament original |
| Temporada | Temporada | Data d'inici                | data de finalització        | canal                       |
| --------- | --------- | --------------------------- | --------------------------- | --------------------------- |
|           | 1         | 1 de novembre de 2021       | -                           | Show TV                     |